# Teresa Sarti Strada
Teresa Sarti Strada (Sesto San Giovanni, 28 de marzo de 1946 – Milán, 1 de septiembre de 2009) fue una filántropa y maestra italiana. También, junto con su marido Gino Strada, fundó la ONG Emergency, de la que fue su primera presidenta.

## Biografía
Hija de una ama de casa y de un fontanero, Teresa se dedicó desde joven a la enseñanza; comenzó a dar clases en un colegio situado en el barrio de la Bicocca, Milán.
En 1971 conoció a Gino Strada, entonces estudiante de medicina. Ambos se casaron y ocho años después tuvieron una hija, Cecilia Strada. En el año 1994 fundaron la ONG Emergency.
Teresa murió el 1 de septiembre de 2009 en Milán, a causa de un tumor. Fue sometida a una cremación y sus cenizas se dispersaron en el Jardín del Recuerdo del cementerio de Lambrate.
El 2 noviembre del mismo año, día de la conmemoración de los difuntos, con una ceremonia presidida por el alcalde Letizia Moratti, se inscribió el nombre de Teresa Sarti en el famedio del Cementerio Monumental de Milán. El 21 diciembre, su hija Cecilia fue nombrada presidenta de Emergency, después de que el puesto quedara vacante por el fallecimiento de su madre.